# Kultura majkopska

Przybliżony zasięg kultury majkopskiej (na północy ukazana kultura grobów jamowych a na południu kultura kuro-arakska)

Kultura majkopska – kultura archeologiczna eneolitu i wczesnej epoki brązu na Północnym Kaukazie. Jej nazwa pochodzi od miejscowości Majkop, w pobliżu której przebadano wielki kurhan pochodzący z tego okresu.

## Geneza
Kultura majkopska tak samo jak pokrewna jej kultura kuro-arakska bazowała na wzorcach eneolitycznych, korzystając z dogodnego położenia geograficznego. Twierdzi się jednak, że jej twórcami byli przybysze zza Kaukazu, którzy przynieśli ze sobą technologię brązów cynowych. 

## Chronologia i obszar występowania
Omawiana kultura swój początek bierze w początkach IV tysiąclecia p.n.e. W okresie kultury późnego Uruk (3500–3200 p.n.e.) dają się w niej zauważyć liczne wpływy z Bliskiego Wschodu i w tym czasie kształtuje się charakter tej kultury, natomiast u schyłku IV tysiąclecia mamy do czynienia z początkiem presji kulturowej ugrupowań stepowych i kultury dolmenów, co ostatecznie doprowadziło do zatarcia się tej kultury w okresie około 2500 lat p.n.e. Kultura majkopska rozwijała się na terenie Kaukazu Północnego i na stepach kubańskich.

## Gospodarka
Ludność kultury majkopskiej zajmowała się głównie pasterstwem. Hodowano więc kozy i owce, zwierzęta najbardziej typowe dla mobilnego trybu życia.

## Osadnictwo i budownictwo
Osady bardzo często usytuowane są nad rzekami w miejscach dogodnych do osadnictwa. W budownictwie występują domy o ścianach wzniesionych w konstrukcji plecionkowej, wylepionych gliną, z paleniskami pośrodku (Osiedle Dolinska koło Nalczyka). W klepiskach tych domostw osadzone były wielkie naczynia służące do przechowywania ziarna. Na stanowisku w Mešoko nad rzeką Biełą odkryto domy o konstrukcji glinobitej, natomiast osiedle tych domostw otoczone było kamiennym murem.

## Obrządek pogrzebowy
Kultura majkopska znana jest głównie z wielkich, bogato wyposażonych kurhanów, świadczących o elitarnym charakterze tej kultury. Wewnątrz tych kurhanów występują pochówki szkieletowe w pozycji skurczonej na boku, wyposażone w ceramikę, wyroby metalowe, zwłaszcza miedziane kotły, broń, narzędzia oraz kamienne głowice buław i krzemienne grociki. Ponadto w bogatych grobach spotyka się srebrne naczynia ozdobione figuralnymi przedstawieniami oraz wykonane ze złota i srebra figurki zwierząt. Trudno jednoznacznie stwierdzić, czy wyroby te były produkowane na miejscu, czy w Mezopotamii. Znane są także groby budowane z płyt kamiennych (dolmeny), niekiedy zdobione wewnątrz zdobione geometryczną dekoracją. Grobowiec tego typu znamy z miejscowości Nalczyk, gdzie pod nasypem grób zbudowany był z 24 płyt tufowych i tworzył dość obszerną skrzynię. Ściany skrzyni były od zewnątrz obstawione kamieniami, a wewnątrz znajdowały się dwa szkielety, jeden na lewym, a drugi na prawym boku. Oba szkielety były posypane ochrą i bogato wyposażone.

## Inwentarz
Inwentarz naczyń reprezentowany jest zarówno przez ceramikę jak i naczynia metalowe, bardzo bogato zdobione, wykonane często ze srebra i złota. Z wyrobów metalowych najczęściej występują miedziane lub brązowe sztylety, a prócz tego spotyka się topory, dłuta, szydła, różnego rodzaju narzędzia i przybory osadzone na tulei, pobocznice wędzidła, złote ozdoby, takie jak kółka, płytki, kolie, paciorki. Ponadto współwystępują także narzędzia oraz broń kamienna i krzemienna.

## Zanik i wpływ na powstanie innych kultur
U schyłku IV tysiąclecia p.n.e. w środowisku kultury majkopskiej coraz silniej zaczęły się ujawniać miejscowe tradycje kulturowe (zespoły typu Novosvobodnaja). Przy jednoczesnej presji ze strony ugrupowań stepowych i kultury dolmenowej, omawiana jednostka zaczęła zanikać.